# دولنی تسرکو
دولنی تسرکو (به چکی: Dolní Cerekev) یک منطقهٔ مسکونی در جمهوری چک است که در ناحیه ییهلاوا واقع شده‌است. دولنی تسرکو ۱۵٫۸۲ کیلومتر مربع مساحت و ۱٬۲۹۶ نفر جمعیت دارد و ۵۲۸ متر بالاتر از سطح دریا واقع شده‌است.